# Jane Anderson (journaliste)
Ne doit pas être confondu avec Jane Anderson.
Pour les articles homonymes, voir Anderson.
Jane Anderson, née Foster Anderson le 6 janvier 1888 et morte le 5 mai 1972, est une radio-diffuseuse américaine de propagande nazie en Allemagne pendant la Seconde Guerre mondiale. Elle est accusée de trahison en 1943 mais après la guerre, les accusations sont abandonnées faute de preuves.

## Biographie
Son père, Robert M. "Red" Anderson est un ami proche de l'acteur Buffalo Bill. Sa mère, Ellen Luckie Anderson, vient d'une famille riche et influente d'Atlanta.
Elle fréquente l'université Piedmont, en Géorgie, mais en est expulsée en 1904. Elle fréquente ensuite la Kidd-Key Women's School, une école à Dallas. Anderson emménage à New York en 1909 où elle vit jusqu'en 1915. Elle y épouse le compositeur Deems Taylor en 1910 mais divorce en 1918. À New York, elle devient une auteure à succès de nouvelles qui sont publiées dans des magazines nationaux de 1910 à 1913.
Elle se rend ensuite en Europe en septembre 1915 où elle reste jusqu'en 1918, écrivant des articles et des reportages pour le Daily Mail. En tant que correspondante de guerre, elle subit un choc d'obus lors d'une visite dans les tranchées britanniques en France en 1916.
Elle tombe amoureuse du romancier Joseph Conrad qui l'utilise comme modèle pour son héroïne, Doña Rita, dans La Flèche d'or en 1919. En 1922, elle retourne en Europe en tant que correspondante pour l'International News Service et le Hearst Newspapers.
En octobre 1934, elle épouse un noble espagnol à Séville, le comte Eduardo Alvarez de Cienfuegos, et s'installe avec lui en Espagne. La guerre civile espagnole (1936-1939) éclate le 18 juillet 1936 et Anderson couvre le conflit pour le Daily Mail, se mettant du côté des falangistes. Le 13 septembre 1936, elle est capturée et emprisonnée par les Républicains détenue comme espionne fasciste, torturée et condamnée à mort. Cependant, en octobre 1936 sa libération est garantie par l'intervention du secrétaire d'État américain, Cordell Hull, et le département d'État l'aide à rentrer aux États-Unis. Ses expériences en Espagne déplacent son allégeance politique vers l'extrême droite. Elle écrit et donne une conférence sur la guerre civile espagnole afin de promouvoir la cause nationaliste de Francisco Franco, qui remporte finalement la guerre avec l'assistance militaire allemande et italienne.
De retour en Espagne en 1938, elle travaille pour le ministère de la propagande hispanique espagnol et attire l'attention de la radio allemande Reichs-Rundfunk-Gesellschaft (en) qui lui propose un poste à Berlin en 1940.

## Propagande pour l'Allemagne nazie
Anderson commence ses émissions à partir de Berlin le 14 avril 1941 et, lorsque l'Allemagne nazie déclare la guerre aux États-Unis le 11 décembre 1941, des citoyens américains sont rapatriés d'Allemagne mais Anderson choisit d'y rester.
Jusqu'au 6 mars 1942, elle diffuse, via la radio à ondes courtes, la propagande nazie dans la zone américaine de la radio d'État allemande, les Allemands lui donnant le nom de « The Georgia Peach ». Son émission de radio est diffusée deux ou quatre fois par semaine et chaque émission commence et se termine par le slogan suivant : « Rappelez-vous que les Américains progressistes mangent les Corn Flakes de Kellogg et écoutent les deux côtés de l'histoire », alors qu'un groupe joue Scatterbrain. Dans ses programmes, elle loue Adolf Hitler et publie des « exposés » sur la « domination communiste » des gouvernements Roosevelt et Churchill.
Elle est retirée de son poste de commentatrice lorsque le matériel de sa diffusion du 6 mars 1942 est utilisé avec succès par la contre-propagande américaine,. Elle semble ensuite avoir été inactive jusqu'à son retour à son travail de propagande en 1944, lorsqu'elle diffuse quelques émissions relatant la brutalité de l'Armée rouge sur le front de l'Est.

## Arrestation
Lorsque l'Allemagne nazie se rend en mai 1945, Anderson se cache à divers endroits en Allemagne et en Autriche. Finalement, le 2 avril 1947, elle est arrêtée à Salzbourg en Autriche et placée sous la garde de l'armée américaine.

## Charges de trahison
Le 26 juillet 1943, Anderson est inculpée par contumace par un district de Columbia sur des accusations de trahison, ainsi que Frederick Wilhelm Kaltenbach (en), Douglas Chandler (en), Edward Leo Delaney (en), Constance Drexel, Robert Henry Best (en), Max Otto Koischwitz (en) et Ezra Pound.

Cependant, le 27 octobre 1947, le département de la Justice des États-Unis abandonne toutes les accusations pour manque de preuves. D'après un mémorandum du Bureau du gouvernement des États-Unis daté du 14 juin 1946 : 
 Certes, elle peut être qualifiée de commentatrice politique, même si elle n’est pas très efficace, mais comme elle a apparemment arrêté ses activités de radiodiffusion peu de temps après notre entrée en guerre, il ne semble pas utile que de nouveaux efforts soient déployés pour développer nos arguments elle, même si elle a été inculpée de trahison en 1943. 
 Un autre facteur est qu'Anderson est une citoyenne espagnole par alliance depuis 1934.

## Dernières années
Anderson est libérée à Salzbourg au début du mois de décembre 1947. Elle part ensuite vivre avec son mari à Almoharín en Espagne franquiste. Au début des années 1960, ils s'installent à Cáceres où elle donne des cours particuliers d'anglais et d'allemand. Après la mort de son mari, elle déménage à Madrid où elle meurt en 1972.

## Voir également
- Propagande noire
- Constance Drexel